# Musikbiblioteket
Musikbiblioteket er en den del af Odense Centralbibliotek, som varetager udlån af musik.
Musikbiblioteket lå tidligere som en del af kulturkomplekset Brandts Klædefabrik, men var lukket i perioden 15. maj-15. august 2013, hvor det flyttede til Odenses tidligere banegård fra 1914. D. 24. november 2017  flyttede musikbiblioteket ind hos Odense Centralbibliotek i det nybyggede Borgernes Hus, som er en del af Odense Banegård Center.
Biblioteket formidler Skandinaviens største musiksamling til offentligt udlån. Udlån på biblioteket er muligt for alle danske borgere. Biblioteket rummer desuden et lydværksted og en mindre scene som anvendes til offentlige akustiske koncerter. 
Bibliotekets musiksamling tæller:
- 100.000 CD-albummer
- 23.000 nodehæfter
- 1.500.000 musikfiler